# PostmarketOS
PostmarketOS je vyvíjená linuxová distribuce odvozená od distribuce Alpine Linux a zaměřená především na chytré telefony. Má jít o otevřený a svobodný software.
Založení projektu bylo oznámeno v květnu 2017, kdy byla dosavadní verze zdrojového kódu sdílena přes GitHub.